# 夕離
夕離（ゆうばなれ）は、加計呂麻島の西にある、奄美群島に属する無人島である。
面積は0.15平方キロ。鹿児島県大島郡瀬戸内町に属する。須子茂離への最短距離は東南東に約1.1kmである（地理院地図）。須子茂離の東約3.7kmに加計呂麻島がある（地理院地図）。

## 小島、岩礁
（地理院地図）
- カメ瀬 - 北西約1.4km
- ミョウ瀬 - 西約1.6km